# KV-1
KV-1 var en tung sovjetisk stridsvagn som började tillverkades 1939 och som användes under andra världskriget. Namnet "KV" står för Kliment Vorosjilov (Климент Ворошилов), som var försvarskommissarie när vagnen konstruerades.

## Bakgrund
Det sovjetiska pansarvapnet var vid andra världskrigets utbrott relativt ensamt om att ha tunga stridsvagnar i sin arsenal. Till skillnad från de flesta andra länder höll man på sovjetisk sida fast vid 1920-talsdoktrinen om tungt beväpnade stridsvagnar som skulle användas för genombrytning av försvarslinjer. Ett argument för de tunga stridsvagnsmodellerna var erfarenheterna från spanska inbördeskriget, som visade att lättare stridsvagnar (till exempel T-26) inte hade tillräckligt skydd mot modernare pansarvärnsvapen.
Den tunga stridsvagnsmodell som använts av Röda armén under 1930-talet var det "rullande slagskeppet" T-35. T-35 var för sin tid mycket kraftigt beväpnad, med hela tre kanoner och upp till sju kulsprutor. Däremot var bepansringen klart otillräcklig, och modellen var dessutom mekaniskt mycket opålitlig.
När man 1938 började leta efter en ersättare till T-35 använde man till en början ett flertal konstruktioner med två eller flera kanontorn. Det förslag som antogs hade emellertid bara ett torn, vilket gjorde att konstruktörerna kunde använda tjockare bepansring. Modellen fick namnet KV-1 efter den sovjetiske försvarskommissarien och sedermera marskalken Kliment Vorosjilov. Konstruktionsarbetet påbörjades i februari 1939 och redan september samma år testades den första prototypen. Modellen godkändes av Röda armén den 19 december, fälttestades mot Finland (se nedan) och började serietillverkas i februari 1940 under beteckningen KV-1A.
Den sovjetiska krigsindustrin evakuerades efter den tyska inmarschen till städer långt bakom frontlinjen, och Kirov-verken i Leningrad (där KV-1 konstruerats och byggts) var inget undantag. Fabriken monterades ned och återuppstod i Tjeljabinsk. Under det nya namnet S.M. Kirov Fabrik nr. 185 producerade man under kriget c:a 13 500 tunga stridsvagnar och självgående artilleripjäser.

## Användning

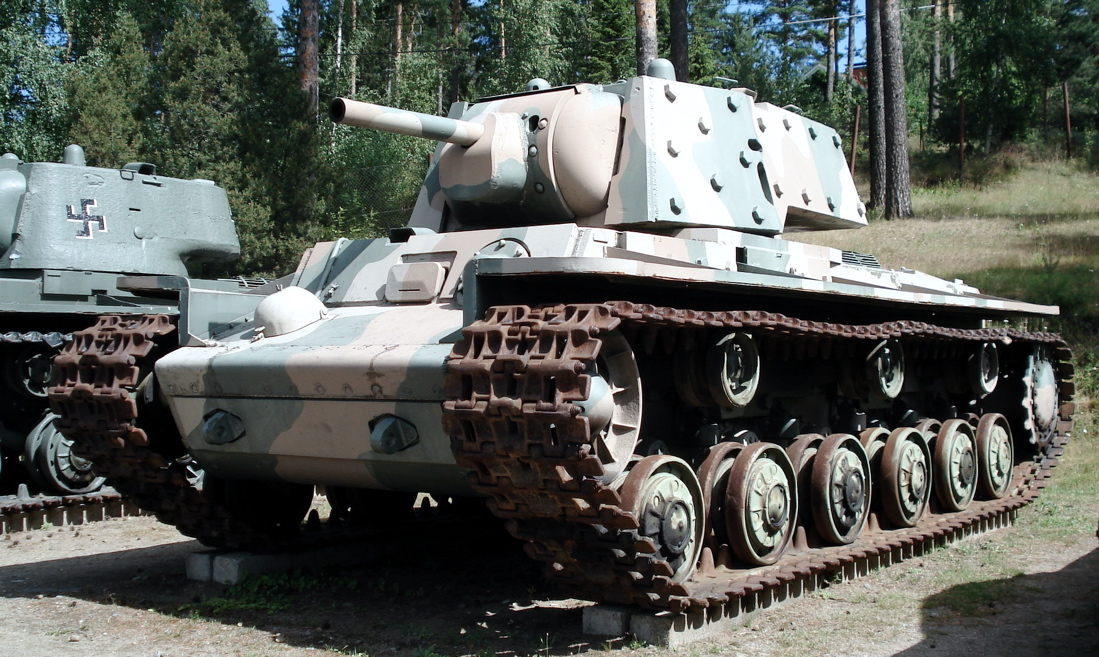
KV-1E från 1941 på stridsvagnsmuseet i Parola

Modellen användes i fält under finska vinterkriget 1940, och hade då en kortpipig 76,2 mm kanon, tre eller fyra 7,62 mm kulsprutor och upp till 100 mm tjockt pansar. Den användes vid genombrytningen av Mannerheimlinjen utan att de finska styrkorna lyckades förstöra ett enda exemplar.
Vid den tyska invasionen sommaren 1941 stod det klart att KV-1 var helt överlägsen de tyska stridsvagnarna i fråga om beväpning. För att slå ut en KV-1 var man på tysk sida tvungen att använda flygunderstöd, luftvärnskanoner eller artilleri. Andra fördelar var den relativt kraftiga beväpningen och de breda larvbanden som gjorde att stridsvagnen kunde användas även i porös terräng. Däremot var stridsvagnen svårmanövrerad och långsam. Kraftöverföringen var opålitlig, och arbetsmiljön för besättningarna var usel med mycket begränsat synfält.
Efter något år hade KV-1 förlorat sitt övertag gentemot de tyska stridsvagnarna. Man introducerade nya varianter med ännu tjockare bepansring, men eftersom övriga komponenter inte uppgraderas i samma utsträckning blev modellen allt mer föråldrad. Dessutom var stridsvagnens huvudbeväpning likvärdig (eller i vissa versioner identisk) med den 76,2 mm F-34-kanon som användes på T-34, en modell som var snabbare, pålitligare och lättare att hantera. Trots detta beslöt man att fortsätta produktionen av stridsvagnsmodellen i väntan på efterträdarna JS-1 och JS-2.

## Kännetecken
KV-vagnarna byggdes i många olika varianter, med varierande beväpning, dimensioner och bepansring. Samtliga modeller hade en framåtriktad kulspruta till vänster på chassit, och vissa hade även en bakåtriktad kulspruta i tornet eller en luftvärnskulspruta. Tornet var till en början huvudsakligen nitat, men var från och med KV-1B gjutet.

## Varianter
- KV-1s – Lättare modell med mindre bepansring och ny växellåda ("s" står för skorostnoj, vilket betyder "snabb")
- KV-1E – Modell med extra bepansring på bl.a. tornets sidor som monterades med hjälp av stora bultar. Dessa pansartillägg sades utföras för att bättre kunna stå emot bl.a Tysklands 88mm luftvärnskanon.
- KV-2 – Tung stridsvagn med en 152 mm M-10 haubits som byggdes parallellt med KV-1.
- KV-8  – En KV-1 med en eldkastare (ATO-41) i tornet vid sidan av kulsprutan. Huvudbeväpningen var en 45 mm M1932-kanon.
- KV-8S – Eldkastarversion av KV-1S.
- KV-14 – Prototypbeteckning för en 152 mm självgående artilleripjäs som togs i produktion under beteckningen SU-152.